# بیر هکت
بیر هکت (به انگلیسی: Beer Hackett) یک روستا و محله مدنی در بریتانیا است که در وست دورست واقع شده‌است. بیر هکت ۱۰۰ نفر جمعیت دارد.